# Jeremias Gotthelf
Albert Bitzius, cunoscut sub pseudonimul Jeremias Gotthelf, (n. 4 octombrie 1797, Morat⁠(d), cantonul Fribourg, Elveția – d. 22 octombrie 1854, Lützelflüh⁠(d), Berna, Elveția) a fost un scriitor elvețian de limbă germană.
Opera sa evocă în mod realist, cu accente educative, viața țăranilor, relevând conflicte morale puternice, într-un stil viguros, plin de dramatism.

## Scrieri
- 1841: Cum a devenit fericit servitorul Uli servitorul („Wie Uli der Knecht glücklich wird”)
- 1844: Bani și spirit („Geld und Geist”)
- 1846: Băiatul lui Tell („Der Knabe des Tell”)
- 1848: Hans Joggeli, moștenitorul („Hans Joggeli, der Erbvetter”)
- 1851: Hans Jacob și Heiri („Hans Jacob und Heiri”)
- 1854: Întâmplările unui țăran datornic („Erlebnisse eines Schuldenbauers”)